# 八坂神社 (取手市)

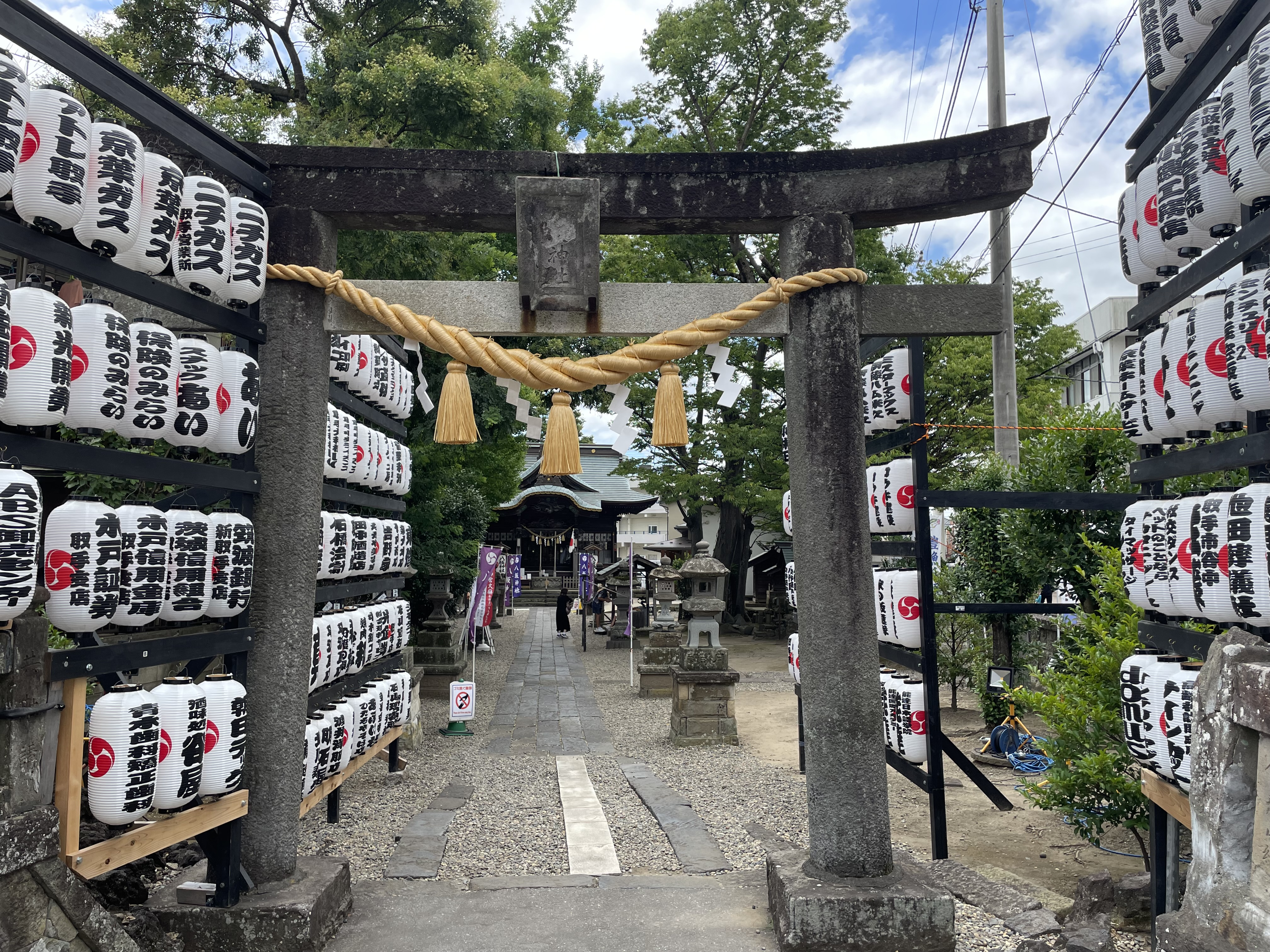
鳥居

八坂神社（やさかじんじゃ）は、茨城県取手市にある神社。地名を冠して取手八坂神社（とりでやさかじんじゃ）とも称される。

## 概要
JRおよび関東鉄道の取手駅から南東に進んだ先、取手市の市立図書館と市民会館に隣接する形で鎮座している。
創建は寛永3年（1626年）とされる。
8月1日-3日に行われる例大祭では、特に3日の大神輿の渡御が、大きな賑わいを見せる（この大神輿は、木更津市の八剱八幡神社、筑西市（旧・下館市）の羽黒神社、あるいは久喜市（栗橋）の八坂神社などと共に、(東京を除いた)「関東三大神輿」に数えられたりもする）。

## 祭神
- 素戔嗚尊

## 文化財
- 本殿・拝殿（市指定有形文化財）[1][5]